# 阿科斯區
阿科斯區（西班牙語：Distrito de Acos），是秘魯的一個區，位於該國南部庫斯科大區的阿科馬約省，始建於1857年1月2日，面積137.55平方公里，海拔高度3,085米，2005年人口2,651，人口密度每平方公里19人。